# Frederiksberggade
 Ikke at forveksle med Frederiksborggade.
Frederiksberggade er en gade i Indre By i København. Den udgør første del af Strøget regnet fra Rådhuspladsen og går til Nytorv, hvor Strøget fortsætter som Nygade. Frederiksberggade blev anlagt efter Københavns brand 1728, hvorved de gamle, middelalderlige stræder som Lille St. Clemensstræde, Store St. Clemensstræde, Vombadstuestræde og Helligkorsstræde forsvandt.
Bristol Teatret og Strøghus Teatret lå i 1970'erne i gaden. Som en del af Strøget har gaden en lang række butikker, heriblandt BR Legetøj, Gina Tricot, Vero Moda, Deres og den danske handskeproducent Randers Handsker, samt en række restauranter.

## Historie
Ved grundgravninger er der fundet en mængde stenværktøj fra ertebøllekulturens jægerfolk, såsom skiveøkser, skrabere, bor, pilespidser og bålsten fra 5-7.000 år tilbage i tid. For enden af gaden ved Nytorv er der fundet et tykt lag flinteaffald. Grænsen mod Rådhuspladsen udgør et synligt minde om bondelandsbyen, der lå her omkring år 1000. Nutidens huse står på den gamle kirkegård. Midt under selve gaden står stolperne fra byens første trækirke, den 13 meter lange St. Clemens, ud for nr 25. Ovenpå den igen ligger fundamenter til den senere, 25 meter lange stenkirke, som strakte sig frem til Frederiksberggade 36. I 1587 klagede magister Hans Lauritsen over gravsoen, som angiveligt spøgte på St. Clemens kirkegård.
St. Clemens, nu skjult under asfalten, omtales første gang i sensommeren 1192. Når den benævnes som "kirken i Havn" og ikke efter sin skytshelgen, må det skyldes, at Havn kun havde denne ene kirke. Men en gang før 1201 godkendte Absalon, at St. Clemens sogn anvendte en tredjedel af sin korntiende til opførelse af endnu en kirke i Havn, Vor Frue kirke. Byen må snart være blevet delt i to sogne, St. Clemens og Vor Frue. St. Clemens tjente også som sognekirke for landsbyerne Vigerslev, Valby, Solbjerg (i den nordlige del af den nuværende Frederiksberg Have) og Nyby (udskilt af Solbjerg), hvilket forklarer, hvorfor kirken blev rejst helt i udkanten af Havn - mange af kirkegængerne havde langt hjem. I nord førte et lille stræde fra Vestergade hen til kirken, og ligeledes tre små stræder fra Mikkel Bryggers Gade. I 1419 var St. Clemens så forfalden, at en bispeforsamling tilstod enhver, der besøgte den eller skænkede den gaver, fyrre dages aflad. Ved reformationen blev St. Clemens nedlagt, og sognet delt mellem Vor Frue og Helligåndskirken. I en årrække fungerede kirken som stenbrud for Vor Frue; men i 1568 er den sandsynligvis blevet nedrevet, da store dele af kirkegården samme år blev udstykket og solgt. Derefter mindede gadenavnene Lille og Store St. Clemensstræde om den forsvundne kirke; men efter bybranden i 1728 forsvandt også stræderne ved anlæggelsen af Frederiksberggade.
Kildematerialet fra St. Clemens overgik til Vor Frue, da St. Clemens blev nedlagt. Men da Vor Frue brændte i 1728, brændte kildematerialet også. Tættest ved St. Clemens lå de mest eftertragtede grave, for folk med højere social status. Når det regnede, dryppede det fra kirkens tegltag ned på gravene nærmest; og det vand blev anset for helligt.
Branden 20. oktober 1728 begyndte lige i dette område, da vagten ved Vesterport så flammer slå ud fra taget på enken Signe Boye Hansens hus på hjørnet af Vestervold og Lille St. Clemensstræde omtrent, hvor Absalons Gård ligger på Rådhuspladsen i dag. Vistnok havde marketender Peder Rasmussens syvårige Iver leget på loftet og kommet til at vælte et lys. I den kraftige vind fra sydvest bredte branden sig hurtigt, for Peblingesøen var tørlagt for oprensning. I stadsgraven var der godt nok vand; men byporten var låst for at forhindre soldaterne i at desertere, så i løbet af de følgende dage blev en tredjedel af København flammernes rov.
Ved udgangen af 1861 ophørte næringsloven og lavsordningen. En tid forinden henvendte nogle beboere på Vesterbro sig til formanden i urtekræmmerlavet med anmodning om at få en urtekræmmer til den nye bydel. Lavsformanden mindede i stedet om, at der holdt to urtekræmmere til på hver sit hjørne af Frederiksberggade.

## Nyere tids udgravninger
I 2006 blev Club Absalon udpeget som "Københavns mest hjemsøgte sted". Da diskoteket skulle have gravet sin kælder ud, stødte man på skeletter og kister i flere lag. Bag muren på toiletterne i kælderen var de døde stedt til hvile; her stak originale sten fra St. Clemens-kirken ud fra væggen over toiletterne.
I 2008 blev en række skeletter gravet op af St. Clemens-kirkegården. De ældste var næsten 1.000 år gamle. Arkæologerne holdt op med at tælle skeletter, da de var kommet op i 500, hvoraf flere end halvparten var børn. Skeletterne er sandsynligvis efter fattigfolk bosat udenfor byens volde, delvis fordi de er under den tids middelhøjde, delvis med tanke på det store antal døde børn.

## Arkitektur og beboere
Frederiksberggade 1, 5 og 16 hører til blandt de få jugendhuse i København. I årene 1904-1908 blev nr. 1 opført for Københavns Grundejerbank i hvide sten og med et tårn mod Nytorv. Arkitekten var Victor Nyebølle. På grunden lå Søren Kierkegaards fødehjem. Fra 1911 til 1924 lå Victoria-teatret i stueetagen. Fredriksberggade 2 udmærker sig med sine karyatider på facaden. I nr. 6 boede Oluf Krabbe i 1814. Under slaget ved Isted 25. juli 1850 var det hans brigade, som standsede general Karl Wilhelm von Willisens slesvig-holstenske hær, hvilket forhindrede, at den danske hær blev faldet i ryggen. Krabbe blev tildelt Kommandørkorset. Længe var han bosat i Kiel, men flyttede til København inden krigen mod Preussen brød ud i 1864, samme år som han døde.
I nr. 12 lå Christine Bøttgers pigeskole fra 1826 til 1848, videreført under navnet Frøken Bøttgers højere Pigeskole frem til omkring 1900. I nr. 15 boede Simon Meisling 1814-19 og 1842-44, bedst kendt som H. C. Andersens strenge og urimelige lærer fra latinskolerne i Slagelse og Helsingør. Nr. 16 blev af Anton Rosen opført som et stormagasin i 1908; i 1924 ombygget til Metropolteatret. P.A. Alberti boede i 1881 på 1. sal i nr. 22.
I nr. 24 lå kaffesalonen Tosca, ejet af nazisten Karl Schultz og samlingssted for nazister, stikkere, tyske soldater og deres danske veninder. 9. oktober 1943 gik tre medlemmer af modstandsgruppen BOPA ind på Tosca og placerede brandbomber i stuen og på 1. sal. Nogle tyske soldater og to af deres danske veninder blev såret. 14. oktober placerede BOPA en bombe på 1 kg på stedet. Igen blev flere tyske soldater og deres veninder såret. 6. maj 1945 blev stedet stormet af en rasende folkemængde, der smed inventaret ud på gaden og truede med at sætte ild til stedet, så bevæbnede frihedskæmpere måtte gribe ind. Meget synlig er nr. 29, opført i 1896 som hotel Metropol ud mod Rådhuspladsen.